# Lampides obsoleta
Lampides obsoleta är en fjärilsart som beskrevs av Evans 1925. Lampides obsoleta ingår i släktet Lampides och familjen juvelvingar. Inga underarter finns listade i Catalogue of Life.